# Вісло-Одерська операція
Вісло-Одерська операція (12 січня 1945 — 3 лютого 1945) — стратегічна наступальна операція військ 1-го Білоруського і 1-го Українського фронтів, проведена при підтримці військ лівого крила 2-го Білоруського і правого крила 4-го Українського фронтів. Метою операції було розгромити групу армій «А», завершити вигнання нацистських окупантів з Польщі та створити сприятливі умови для нанесення вирішального удару на Берлін.

## Сили сторін
До січня 1945 перед двома радянськими фронтами знаходилися 3 німецькі армії (28 дивізій і 2 бригади) групи армій «А» (з 26 січня — група армій «Центр») — близько 400 тис. осіб, 5000 гармат і мінометів, 1200 танків і штурмових гармат, 600 літаків. Крім суцільних ліній оборони, німці створили кілька укріплених районів, найбільшими з яких були Модлін, Варшава, Радом, Краків, Лодзь, Бидгощ, Познань, Бреслау і Шнайдемюль.
У 1-му Білоруському і 1-му Українському фронтах налічувалося 16 загальновійськових, 4 танкових і 2 повітряні армії: в цілому 1,5 млн осіб, 37033 гармат і мінометів, 7042 танки і САУ, 5047 літаків.

## Результати
Операція носила стрімкий характер — протягом 20 діб радянські війська просувалися на відстань від 20 до 30 км в день. За цей час вони подолали сім укріплених рубежів противника і дві великі водні перешкоди. Під час операції нацистські окупанти були вигнані з території Польщі на захід від Вісли і захоплений плацдарм на лівому березі Одеру, використаний згодом для наступу на Берлін.
В результаті Вісло-Одерської операції було повністю розгромлено 35 дивізій противника, ще 25 дивізій втратили від 50 до 70 % особового складу, було взято у полон близько 150 тисяч німецьких солдатів і офіцерів. Радянські війська вирівняли фронт і вийшли на далекі підступи до Берліна. Значні сили противника опинилися в котлах поблизу Познані та Бреслау.
Стало очевидним те, що німці не здатні ефективно вести бойові дії на два фронти. Почалося відновлення польської державності.